# Émilie de Saxe
Émilie de Saxe (27 juillet 1516 – 9 avril 1591) est la troisième épouse du margrave Georges de Brandebourg-Ansbach. Ses deux précédentes épouses meurent avant son accession au titre, elle est la seule à porter le titre de margravine.

## Biographie
Émilie est la fille du duc Henri IV de Saxe et de son épouse Catherine de Mecklembourg. Elle est membre de la Maison de Wettin.
Le 25 août 1533, elle épouse Georges de Brandebourg, héritier du margrave de Brandebourg-Ansbach, qui est reconnu comme le duc de Silésie. Il administre le Brandebourg-Culmbach au nom d'Albert II Alcibiade de Brandebourg-Culmbach, le fils de son défunt frère Casimir de Brandebourg-Culmbach. Le mariage produit l'héritier qu'il a espéré: Georges-Frédéric Ier de Brandebourg-Ansbach, plus tard, margrave de Brandebourg-Ansbach.
Après la mort de son mari, en 1543, Émilie est le tuteur légal de son fils mineur Georges Frédéric jusqu'en 1556. Elle lui fournit une éducation humaniste. Cependant, la régence de Brandebourg-Ansbach est administrée conjointement par les Électeurs de Saxe, les Électeurs de Brandebourg, et le landgrave de Hesse, Philippe Ier de Hesse.
Émilie est décrite comme sage, vertueuse et pieuse. Elle est une stricte luthérienne et s'oppose activement au catholicisme dans les territoires de son mari et son fils. Dans la vie plus tard, elle se retire dans son douaire.

## Descendance
Elle a les enfants suivants :
- Sophie de Brandebourg-Ansbach (1535-1587) mariée en 1560 au duc Henri XI de Legnica (1539-1588)
- Barbara (1536-1591)
- Dorothée-Catherine de Brandebourg-Ansbach (1538-1604) mariée en 1556, Henri V de Plauen, Burgrave de Meissen
- Georges-Frédéric Ier de Brandebourg-Ansbach (1539-1603), margrave de Brandebourg-Ansbach, marié en premières noces, en 1558, à la princesse Élisabeth de Brandebourg-Küstrin (1540-1578) et en secondes noces, en 1579, à la princesse Sophie de Brunswick-Lunebourg (1563-1639)